# Łochowice (Lubusz)
Pour les articles homonymes, voir Łochowice.
Łochowice (prononciation : [wɔxɔˈvit͡sɛ]) est un village polonais de la gmina de Krosno Odrzańskie dans le powiat de Krosno Odrzańskie de la voïvodie de Lubusz dans l'ouest de la Pologne.
Il se situe à environ 8 kilomètres au nord de Krosno Odrzańskie (siège de la gmina et du powiat), 32 kilomètres à l'ouest de Zielona Góra (siège de la diétine régionale) et 71 kilomètres au sud de Gorzów Wielkopolski (capitale de la voïvodie).
Le village comptait approximativement une population de 261 habitants en 2009.

## Histoire
Avant 1945, ce village était sur le territoire allemand. (voir Évolution territoriale de la Pologne)
De 1975 à 1998, le village appartenait administrativement à la voïvodie de Zielona Góra.

Depuis 1999, il appartient administrativement à la voïvodie de Lubusz